# Comunn na Gàidhlig
Comunn na Gàidhlig ("La societat del gaèlic") abreviat "Cnag" (pronunciat "Crag") és una organització que promou el gaèlic escocès i la seva cultura associada.
Comunn na Gàidhlig es va fundar el 1984 per la Scottish Office per tal de coordinar nous desenvolupaments de la política lingüística gaèlica. Té estatus d'organització benèfica. Consta d'oficines a Stornoway, Inverness, Glasgow, Portree i Oban. El seu president és Donald Martin.
Comunn na Gàidhlig no s'ha de confondre amb An Comunn Gàidhealach, que té una cobertura cultural més àmplia o Bòrd na Gàidhlig, una quango (organització no governamental quasi-autònoma).